# Ágasvár
Ágasvár a Mátra nyugati részén elhelyezkedő, meredek trachithegycsúcs, Pásztóhoz közel. Csúcsán egykor erős vár állt, melynek mára alig maradtak látható nyomai. A várat először 1265-ben említette oklevél. Fénykorát a 13. és a 14. században élte. A hegy oldalán a Csörgő-lyuknak nevezett barlang található, amelynek bonyolult térlabirintusa sokfelé elágazó folyosóból, aknajáratból, valamint néhány teremből áll.

## Fekvése
A Mátra nyugati részén légvonalban mindössze 1,5 kilométeres távolságon belül három középkori várrom is található, melyek egykor az itt húzódó Kövecses-patak völgyében elvonuló fontos mátrai hadiút védelmét szolgálták. Mindhárom kötődik a Tari családhoz, s Tarhoz. A legnagyobb alapterületű közülük a Mátrakereszteshez legközelebb található Óvár. Innen pár száz méterre, de jelentős szintkülönbség leküzdésével érhető el az Ágasvár. Hasznos község határában, kisebb hegyen állnak a várháromszög legfiatalabb tagjának, a hasznosi várnak maradványai. Egyik várban sem folytattak még régészeti ásatásokat. A nyugati Mátra összképét meghatározó, legjellegzetesebb 789 m magas Ágasvár csúcsa távolról is jól látható.
Ágasvár az amatőrcsillagászok egyik kedvelt észlelőhelye, ennek köszönhető, hogy kisbolygót neveztek el róla, az 111570 Ágasvárt.

## Története
Hajdan a bronzkorban és a középkorban is a hegy tetején vár állott. A vár 280 méteres relatív magasságon fekszik, minden oldalról meredek hegyoldal veszi körbe. A középkorban végig Tar községhez számították.
A vár előzménye is az őskorban keresendő. Három védelmi vonala különböztethető meg, melyekből az alsó kettő az őskori sáncvár, a felső pedig a középkori vár védelmi rendszeréhez tartozott. A bronzkori vár bejárata a keleti részen, az alsó sáncnál található. A szabálytalan alaprajzú, jelentős nagyságú vár befoglaló méretei 330x150 méter. A középkori vár a gerincen hosszan elnyúló erődítmény lehetett, kb. 170x45 méter alapterülettel. A hegy két csúcsa egymástól 80 méterre fekszik, ovális alakú platókkal. Az északi oldalon, a szinte függőleges peremen, erődítésnek nem látható felszíni maradványa. Építtetőjének nevét, és a vár keletkezésének pontos idejét nem ismerjük.
Első okleveles említése 1264-ben történik, amikor a Zách nembeli I. Jób, pécsi püspöktől, az őrizetére bízott V. István ifjabb király várát, "Castrum Agas"-t, IV. Béla király katonái elfoglalták és lerombolták. „Magunk és országunk hatalmas és súlyos kárára elveszett és nem súlyos fáradalmak nélkül szereztetett vissza…” (idézet István ifjabb királynak, Ágas vára 1265-ös adományleveléből). V. István azonban rövidesen visszafoglalta, és 1265-ben nagy költséggel helyreállíttatta. Az ifjabb király pártjára állt Rátót nembeli I. Domokos tárnokmester fia, Porc I. István elfogta, és a királynak kiszolgáltatta annak egyik veszedelmes ellenségét, az Aba nemzetségből származó Vata fia Lászlót. Ezért a tettéért V. István 1265-ben a királyné főlovászmesterévé nevezte ki, és egyben "Castrum Agas"-t, Bárkány, Kutasó és Tar falu birtokokat neki adományozta, majd 1272-ben trencsényi főispánná is kinevezte. Fia, I. László bán örökölte Ágas várát. Ennek fia, II. István, 1374-ben felvette a Tari nevet, és alapítója lett e családnak.
Ezt követően a vár a Tari család birtokában volt, Drégely és Sirok várával együtt. Miután a birtokos Tari család a névadó mezővárosban erődített udvarházat épített, a lakott területtől messze lévő vár fontossága csökkent, majd megszűnt. Ugyancsak hozzájárult ehhez a rokonság tulajdonában lévő, alacsonyabban fekvő, jobban megközelíthető cserteri vár felépítése. Mátyás király 1472. október 5-én, Visegrádon kelt oklevelével, a hűtlenségbe esett Tari György birtokait, köztük Ágasvár várhelyet, (locus castri Agaswar) elvette, és Guthi Országh Mihály nádornak adományozta. A vár többé nem épült fel, de falainak romjai még a 19. század közepén is magasan álltak. Jelenleg a terepalakulatokból vehetők ki a vár falai, elhelyezkedése. A hajdani 13-14. századi várnak csekély nyomai látszanak.